# 达安基因
广州达安基因股份有限公司（深交所：002030，简称：达安基因）是一家从事生物医药的股份制上市公司。
其前身为于1988年8月17日的广东省科四达医学仪器实业公司，1991年1月26日与广州市东山区中山视听科技公司、中山医科大学执信服务公司合并为中山医科大学科技开发公司。1999年12月8日改制变更为中山医科大学科技开发有限公司，2000年12月更名为中山医科大学达安基因有限公司，2001年3月8日再变更为中山医科大学达安基因股份有限公司。由于中山医科大学与中山大学合并，2001年12月13日更名为中山大学达安基因股份有限公司。2004年8月9日在深圳证券交易所中小企业板上市，2005年11月10日进行股权分置改革。2021年6月1日，公司更为现名。